# Pavel Nedvěd
Pavel Nedvěd (IPA [ˈpavɛl ˈnɛdvjɛt]; Cheb, 30 agosto 1972) è un dirigente sportivo ed ex calciatore ceco, di ruolo centrocampista, direttore generale della nazionale maschile ceca e della nazionale maschile under 21 ceca.
Considerato uno dei migliori centrocampisti della sua generazione, nonché uno dei più forti giocatori cechi della storia, è stato tra i protagonisti, a cavallo degli anni 90 e 2000, dei successi di Lazio prima e Juventus poi – club quest'ultimo di cui è, in coabitazione con Alex Sandro, il calciatore d'origine non italiana ad averne vestito più volte la maglia (327) –; in virtù delle prestazioni offerte in maglia bianconera nel 2003, è stato premiato con il Pallone d'oro conferito dalla rivista francese France Football (secondo ceco a ricevere questo riconoscimento dopo Josef Masopust), e nominato World Player of the Year dalla rivista britannica World Soccer. Soprannominato Furia ceca dai tifosi italiani, nel corso della carriera ha inoltre vestito in patria le maglie di Dukla Praga e Sparta Praga.
Con la nazionale ceca, di cui è stato capitano dal 2000 al 2006, si è laureato vicecampione d'Europa nel 1996.
È stato inserito nella formazione ideale del campionato d'Europa 2004, e sempre nello stesso anno nella FIFA 100, una lista dei 125 più grandi giocatori viventi stilata da Pelé e dalla FIFA in occasione del centenario della federazione mondiale. È stato incluso per tre anni consecutivi, dal 2003 al 2005, nella squadra dell'anno UEFA. Nel 2004 l'Association of Football Statisticians, classificando i 100 più grandi calciatori di sempre secondo un criterio puramente statistico, lo ha incluso al 34º posto. È il miglior calciatore ceco del decennio 1993-2003 secondo la rivista ceca Mladá fronta DNES, e di quello 2000-2010 secondo Lidové noviny.

## Biografia
È stato sposato con la connazionale Ivana, conosciuta in giovane età: la coppia ha avuto due figli a cui hanno dato i loro stessi nomi, Ivana e Pavel, perché, come ha dichiarato lo stesso Nedvěd, «quando noi non ci saremo più, nel mondo ci saranno sempre un Pavel e un'Ivana che si vorranno bene».
Nel 2010 è uscita la sua autobiografia, La mia vita normale. Di corsa tra rivoluzione, Europa e Pallone d'oro, scritta insieme a Michele Dalai.
Dal 2011 è tra i 50 calciatori juventini omaggiati nella Walk of Fame allo Juventus Stadium. Il 1º dicembre 2014 è stato omaggiato di una statua di cera dal Museo Grévin di Praga, al fianco di altre glorie sportive ceche quali Petr Čech, Dominik Hašek, Jaromír Jágr, Ivan Lendl, Martina Navrátilová, Roman Šebrle ed Emil Zátopek.
Il 28 ottobre 2015 ha ricevuto la Medaglia al Merito della Repubblica Ceca, la più alta onorificenza del suo Paese.
Ha preso parte a numerose iniziative benefiche.

## Caratteristiche tecniche
(Roberto Beccantini, 23 dicembre 2003)
Era un centrocampista offensivo dotato di buona tecnica, affinata grazie alla perseveranza negli allenamenti, nonché di infaticabile costanza, grande propensione alla corsa e un'ottima inclinazione nel servire assist ai compagni. Considerato uno dei migliori centrocampisti espressi dal calcio europeo, era inizialmente un mancino naturale che tuttavia, con il tempo, imparò a calciare indifferentemente con entrambi i piedi – affermò che da piccolo imparò a tirare di destro tanto bene, da sentirsi poi un destro naturale –, caratteristica che ne fece un elemento molto pericoloso nelle conclusioni dalla lunga distanza e nei calci di punizione. Atleta dall'indole molto aggressiva, ciò lo portava a essere talvolta falloso, anche quando non strettamente necessario.
Poteva coprire svariati ruoli sul fronte offensivo del centrocampo, dal laterale al trequartista; la sua posizione prediletta era quella di esterno sinistro di centrocampo, dove poteva effettuare cross di sinistro o rientrare per il tiro di destro. Tuttavia, la caratteristica che più lo contraddistingueva era una tenuta atletica che gli garantiva una corsa ininterrotta sulla fascia dal primo all'ultimo minuto di gara, grazie alla quale era in grado di effettuare recuperi difensivi e ribaltare subito l'azione.

## Carriera

### Giocatore

#### Club

Da sinistra: gli juventini Nedvěd, Marcelo Salas e David Trezeguet festeggiano la vittoria dello scudetto 2002-2003

##### Gli inizi
Nato a Cheb e cresciuto poi nella vicina Skalná, Nedvěd ha iniziato la sua carriera calcistica nell'allora Cecoslovacchia. Fanatico di calcio fin dalla giovane età, ha iniziato a giocare appena cinquenne per il Tatran Skalná, nel 1977. Si è poi trasferito al RH Cheb nel 1985, giocandovi per una stagione. In seguito si è accasato allo Škoda Plzeň, nella quale ha militato per un lustro. Ha giocato per il Dukla Praga nel 1991, ma rimane con la squadra giallorossa una sola stagione prima di trasferirsi ai concittadini dello Sparta Praga l'anno seguente. Con il club granata vince un campionato cecoslovacco – l'ultimo della storia, prima della dissoluzione del Paese – nella stagione 1992-1993, due campionati cechi nelle stagioni 1993-1994 e 1994-1995, e infine una Coppa della Repubblica Ceca nella stagione 1995-1996.

##### Lazio

Nedvěd alla Lazio nel 2000

Al termine del campionato d'Europa 1996 che lo vede finalista con la sua nazionale, passa alla società italiana della Lazio per 9 miliardi di lire. Il 7 settembre 1996 debutta in Serie A con la maglia della Lazio contro il Bologna. In quell'annata trova 7 volte la via del gol, confermandosi uno dei punti fermi della rosa della squadra.
Nedvěd diventa rapidamente imprescindibile per le dinamiche della squadra laziale tanto che, all'inizio della stagione 1997-1998, segna 4 gol nelle prime tre partite di Serie A; a fine stagione assurge a cannoniere bianconceleste in campionato. Nella seconda stagione con la Lazio vince il suo primo trofeo italiano, la Coppa Italia, a cui contribuisce con una doppietta alla Juventus nella semifinale di ritorno, e raggiunge la finale della Coppa UEFA, persa a Parigi contro l'Inter.
La terza stagione a Roma si apre per Nedvěd con la conquista della prima Supercoppa italiana, giocando la finale vinta per 2-1 sulla Juventus: proprio ai bianconeri Nedvěd sigla anche la sua prima rete stagionale. L'annata è caratterizzata da un infortunio che lo blocca per un lungo periodo; a fine stagione è il match winner nella finale della Coppa delle Coppe, giunta alla sua ultima edizione e giocata a Birmingham il 19 maggio 1999, segnando con una girata al volo il decisivo 2-1 al Maiorca a nove minuti dal termine – si tratta dell'ultima rete in assoluto nella storia quasi quarantennale della competizione –, che consegna il primo trofeo confederale alla squadra capitolina e di riflesso al calcio romano.
La stagione successiva inizia con il trionfo in Supercoppa UEFA, contro il Manchester Utd di Alex Ferguson. Nedvěd trova 5 volte la via del gol, tra cui due reti fondamentali nell'ottica del campionato: una contro il Bologna nel giorno del centenario della società capitolina, che vince e si porta in testa alla classifica, e l'altro nel derby di ritorno contro la Roma, che consegna la vittoria ai biancocelesti (2-1) e riapre la rimonta sulla Juventus, in quel momento prima con 9 punti di vantaggio. Nell'ultima giornata la Lazio batte la Reggina per 3-0, e approfittando della caduta della squadra bianconera sul campo del Perugia, dopo ventisei anni torna a laurearsi campione d'Italia. A corollario, il ceco va a segno anche contro l'Inter nella finale di andata della Coppa Italia, trovando il momentaneo pareggio e dando il là alla vittoria biancoceleste per 2-1; un risultato che, dopo il pareggio a reti bianche nel retour match di Milano, varrà il double domestico per la Lazio e la seconda coppa nazionale per il centrocampista.
Nell'annata 2000-2001 il ceco realizza 13 gol, tra cui uno nella rimonta nei minuti finali della stracittadina in cui i biancocelesti, sotto 0-2, trovano prima il suo gol che accorcia le distanze, e poi al 5' di recupero quello del compagno di squadra Lucas Castromán. Da ricordare anche la doppietta contro la Juventus (4-1). Tuttavia dopo cinque anni molto positivi a Roma, sul piano sportivo (207 partite e 51 gol) e ancor più personale, Nedvěd decide di lasciare la Lazio a causa di sopravvenuti dissidi con la dirigenza e con la stessa società capitolina peraltro costretta a cederlo per far cassa.

##### Juventus

Nedvěd in azione per la Juventus nel campionato 2001-2002

Dopo cinque stagioni con la squadra romana, viene acquistato per 75 miliardi di lire dalla Juventus. Partito Zidane, l'allenatore Marcello Lippi schiera inizialmente il nuovo arrivato come esterno sinistro, con libertà di accentrarsi. L'adattamento alla nuova realtà non è tuttavia dei più semplici, con il ceco che nei primi mesi a Torino sembra subire una pesante involuzione sul piano agonistico, tanto da divenire quasi un "caso". Lippi risolve l'impasse sul finire del 2001, posizionando Nedvěd in un ruolo mai ricoperto prima dal giocatore, dietro alle due punte, a supporto della coppia d'attacco Del Piero-Trezeguet: una collocazione tattica in cui il centrocampista ritrova quelle libertà di movimento e tiro a lui congeniali, svolgendo al contempo anche compiti in parte simili a quelli di un trequartista. Segna il suo primo gol a dicembre, in campionato, con un colpo di testa nella gara casalinga contro il Perugia; soprattutto, alla terz'ultima giornata realizza il gol decisivo per espugnare il campo del Piacenza (0-1), che contribuisce alla rimonta ai danni dell'Inter culminata con la vittoria dello Scudetto all'ultima giornata. Chiude la sua prima stagione in Piemonte a quota 4 reti.
Nell'annata 2002-2003 realizza 9 gol in campionato e bissa lo Scudetto, che si aggiunge alla Supercoppa italiana. In Champions League segna il suo primo gol nella competizione con la maglia bianconera con un potente tiro contro la Dinamo Kiev (5-0) e, nel prosieguo della competizione, con le sue prestazioni trascina i bianconeri in finale. Segna anche al Camp Nou con il Barcellona (1-2 dopo i tempi supplementari) e nella semifinale di ritorno al Delle Alpi contro il Real Madrid (3-1): in quest'ultima gara, tuttavia, rimedia un'ammonizione negli ultimi minuti e, essendo diffidato, è costretto a saltate per squalifica la finale di Manchester, persa contro i rivali del Milan che si impongono ai tiri di rigore (2-3).

Nedvěd (accosciato, al centro) nella Juventus campione d'Italia 2002-2003

Nella stagione successiva vince un'altra Supercoppa italiana. Il 2003 si conclude con la conquista del Pallone d'oro assegnatogli dalla giuria della rivista francese France Football, succedendo dopo quarantuno anni all'unico altro calciatore ceco insignito con tale premio, Josef Masopust, e con il titolo di World Player of the Year conferitogli dalla rivista britannica World Soccer; all'inizio del 2004 festeggia la consegna ufficiale del Pallone d'oro davanti ai suoi tifosi con un gol da 30 metri al Perugia (1-0).
Nei due anni successivi, con Fabio Capello in panchina, vince altri due campionati che, successivamente, saranno l'uno revocato e l'altro non assegnato per le vicende di Calciopoli che, nell'estate 2006, portano altresì alla retrocessione d'ufficio della Juventus in Serie B. Nedvěd è tra i senatori bianconeri che decidono di rimanere a Torino anche con la squadra relegata tra i cadetti: nella stagione 2006-2007 segna più volte gol decisivi e conclude il campionato con 33 presenze e 11 reti, che contribuiscono all'immediata risalita dei piemontesi in massima serie. Nell'annata del ritorno in Serie A, il 9 dicembre 2007, festeggia la sua partita numero 300 in bianconero siglando il gol della vittoria contro l'Atalanta.

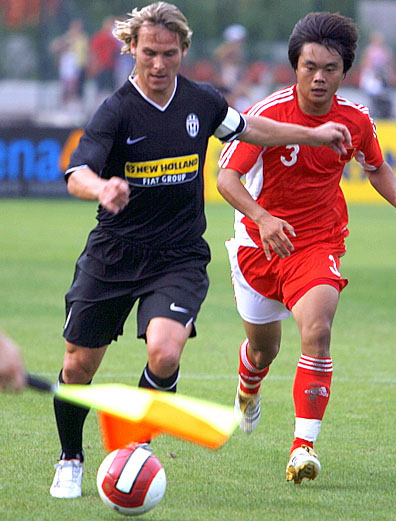
Nedvěd capitano juventino nell'estate 2007, durante un'amichevole contro la nazionale olimpica cinese.

Il 17 maggio 2009 tocca quota 500 presenze da professionista. Il successivo 31 maggio, dopo avere annunciato l'imminente ritiro dal calcio giocato, gioca la sua ultima partita, proprio contro la Lazio, società che lo aveva lanciato nel calcio italiano: è autore dell'assist a Vincenzo Iaquinta per la rete del 2-0 finale. Prima della fine dell'incontro, Nedvěd esce tra la standing ovation del pubblico.

#### Nazionale
Nedvěd ha giocato con tutte le nazionali giovanili della Rep. Ceca. Esordisce con la nazionale maggiore il 5 giugno 1994, nella vittoria per 3-1 contro l'Irlanda.
Nedvěd viene convocato per il campionato d'Europa 1996 in Inghilterra. Esordisce nella gara persa 2-0 contro la Germania, nella quale riceve un cartellino giallo. Nella seconda gara contro l'Italia, Nedvěd sigla il suo primo gol in nazionale maggiore e contribuisce alla vittoria della sua squadra per 2-1. Nella terza gara contro la Russia pareggiata 3-3, Nedvěd riceve il suo secondo cartellino giallo e viene, così, squalificato; ciò gli impedisce di partecipare alla sfida dei quarti di finale contro il Portogallo, vinta dai cechi per 1-0. Nella semifinale contro la Francia, i cechi vincono 6-5 ai tiri di rigore: Nedvěd realizza il secondo tentativo dal dischetto per la sua squadra, e viene nominato man of the match. Nedvěd gioca anche la finale contro la Germania, che batte in finale la Repubblica Ceca con il punteggio di 2-1 al golden goal.
Nel 1997 la Repubblica Ceca viene invitata a disputare la FIFA Confederations Cup 1997 come sostituta della Germania, vincitrice del campionato europeo precedente. La squadra riesce a qualificarsi per la fase a eliminazione diretta, dopo essersi classificata seconda nel suo girone dietro all'Uruguay; nella terza e ultima gara della fase a gironi, Nedvěd segna la sua prima doppietta con la maglia della nazionale, contribuendo alla vittoria per 6-1 contro gli Emirati Arabi Uniti. La nazionale ceca, dopo aver perso contro l'Australia in semifinale, sconfigge l'Uruguay per 1-0 e conquista la medaglia di bronzo.

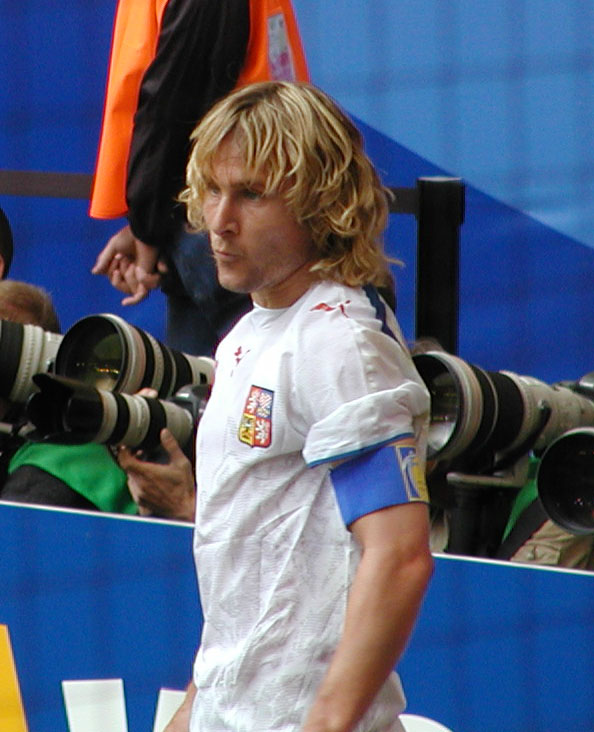
Nedvěd capitano della Repubblica Ceca al

Dopo aver mancato la qualificazione al campionato del mondo 1998, la Repubblica Ceca partecipa al campionato d'Europa 2000 organizzato congiuntamente da Belgio e Paesi Bassi. Nedvěd non si presenta in forma alla competizione a causa di un infortunio alla caviglia. Nella prima gara della fase a gironi, persa contro i Paesi Bassi, Nedvěd prende un palo insieme al compagno di squadra Jan Koller. Le sue prestazioni contro Francia e Danimarca non bastano a raggiungere la fase a eliminazione diretta. Dopo il torneo, Nedvěd viene nominato nuovo capitano della nazionale ceca.
Al campionato d'Europa 2004 in Portogallo, Nedvěd gioca un buon torneo, disputando le tre gare della fase a gironi e la semifinale persa contro i futuri campioni della Grecia. Nella seconda gara della fase a gironi contro i Paesi Bassi viene nominato man of the match. Nella semifinale contro gli ellenici, persa per 1-0, Nedvěd subisce un infortunio al ginocchio ed è costretto a lasciare il campo: dopo questa sconfitta, il giocatore palesa l'intenzione di lasciare la nazionale. A fine torneo viene inserito nella formazione ideale dell'edizione insieme ai compagni Petr Čech e Milan Baroš.
Sebbene alla fine dell'europeo lusitano avesse annunciato il suo ritiro dalla nazionale, Nedvěd viene pressato dai tifosi e dai compagni per rimanere in squadra in vista del campionato del mondo 2006 in Germania. I cechi riescono a qualificarsi alla competizione, ma vengono eliminati al primo turno dopo una vittoria sugli Stati Uniti e due sconfitte subite dal Ghana e dall'Italia.
Nella stessa estate, in occasione dell'amichevole contro la Serbia e Montenegro, Nedvěd annuncia il suo definitivo addìo alla nazionale: conclude la sua esperienza con 91 presenze e 18 gol. I suoi compagni di squadra tentano comunque di convincerlo a partecipare al successivo campionato d'Europa 2008, ma Nedvěd rifiuta.

### Dirigente

#### Juventus
Il 12 ottobre 2010, Exor, in vista dell'assemblea degli azionisti, ha proposto il ceco come consigliere d'amministrazione della Juventus; il 27 dello stesso mese, a seguito dell'assemblea, Nedvěd diventa ufficialmente uno degli undici componenti del board della società bianconera. Il 23 ottobre 2015 viene eletto vicepresidente della Juventus. Durante i suoi incarichi dirigenziali in seno alla società bianconera, la squadra vive uno dei cicli più vittoriosi della propria storia compresa una striscia-record di nove Scudetti consecutivi.
Rimane in carica fino al 28 novembre 2022 quando, insieme a tutti i componenti del consiglio di amministrazione con a capo il presidente Andrea Agnelli, si dimette dal proprio ruolo, con la società bianconera nel frattempo interessata da un processo sportivo. Il 20 gennaio 2023, nell'ambito del summenzionato procedimento, la Corte Federale d'Appello (CFA) della FIGC lo inibisce per 8 mesi a svolgere attività in ambito federale, con richiesta di estensione in ambito UEFA e FIFA; il successivo 20 aprile il Collegio di Garanzia del CONI accoglie il ricorso presentato da Nedvěd, annullando l'inibizione e rinviando la decisione alla CFA. Il 22 maggio seguente, il nuovo giudizio della CFA proscioglie Nedvěd da ogni addebito.

#### Al-Shabab e Federazione ceca
L'8 gennaio 2025, dopo due anni di inattività, Nedvěd viene assunto dall'Al-Shabab, squadra della Saudi Professional League, con il ruolo di direttore sportivo. Lascia l'incarico al termine della stagione.
Il 24 giugno 2025 viene ingaggiato dalla Federazione ceca come direttore generale delle nazionali maschili maggiore e under 21.

### Dopo il ritiro
Il 2 giugno 2018, per festeggiare il centenario dello Skalná, squadra in cui è cresciuto, Nedvěd è tornato a vestire i panni del calciatore, venendo tesserato dal club e scendendo in campo nella sfida casalinga contro il Baník (1-4); la circostanza l'ha visto giocare al fianco del figlio, Pavel Jr.

## Statistiche
Tra club, nazionale maggiore e nazionali giovanili, Nedvěd ha totalizzato globalmente 761 presenze segnando 165 reti, alla media di 0,21 gol a partita.

### Presenze e reti nei club
| Stagione            | Squadra             | Campionato          | Campionato | Campionato | Coppe nazionali | Coppe nazionali | Coppe nazionali | Coppe continentali | Coppe continentali | Coppe continentali | Altre coppe | Altre coppe | Altre coppe | Totale | Totale |
| Stagione            | Squadra             | Comp                | Pres       | Reti       | Comp            | Pres            | Reti            | Comp               | Pres               | Reti               | Comp        | Pres        | Reti        | Pres   | Reti   |
| ------------------- | ------------------- | ------------------- | ---------- | ---------- | --------------- | --------------- | --------------- | ------------------ | ------------------ | ------------------ | ----------- | ----------- | ----------- | ------ | ------ |
| 1991-1992           | Dukla Praga         | 1L                  | 19         | 3          | -               | -               | -               | -                  | -                  | -                  | -           | -           | -           | 19     | 3      |
| 1992-1993           | Sparta Praga        | 1L                  | 18         | 0          | -               | -               | -               | CdC                | 5                  | 0                  | -           | -           | -           | 23     | 0      |
| 1993-1994           | Sparta Praga        | 1L                  | 23         | 3          | CRC             | -               | -               | UCL                | 4                  | 0                  | -           | -           | -           | 27     | 3      |
| 1994-1995           | Sparta Praga        | 1L                  | 27         | 6          | CRC             | -               | -               | UCL                | 2                  | 0                  | -           | -           | -           | 29     | 6      |
| 1995-1996           | Sparta Praga        | 1L                  | 30         | 14         | CRC             | -               | -               | CU                 | 8                  | 5                  | -           | -           | -           | 38     | 19     |
| Totale Sparta Praga | Totale Sparta Praga | Totale Sparta Praga | 98         | 23         |                 | -               | -               |                    | 19                 | 5                  |             | -           | -           | 117    | 28     |
| 1996-1997           | Lazio               | A                   | 32         | 7          | CI              | 3               | 1               | CU                 | 3                  | 2                  | -           | -           | -           | 38     | 10     |
| 1997-1998           | Lazio               | A                   | 26         | 11         | CI              | 6               | 2               | CU                 | 11                 | 2                  | -           | -           | -           | 43     | 15     |
| 1998-1999           | Lazio               | A                   | 21         | 1          | CI              | 4               | 0               | CdC                | 8                  | 4                  | SI          | 1           | 1           | 34     | 6      |
| 1999-2000           | Lazio               | A                   | 28         | 5          | CI              | 6               | 1               | UCL                | 12                 | 1                  | SU          | 1           | 0           | 47     | 7      |
| 2000-2001           | Lazio               | A                   | 31         | 9          | CI              | 4               | 1               | UCL                | 10                 | 3                  | SI          | 1           | 0           | 46     | 13     |
| Totale Lazio        | Totale Lazio        | Totale Lazio        | 138        | 33         |                 | 22              | 5               |                    | 44                 | 12                 |             | 3           | 1           | 208    | 51     |
| 2001-2002           | Juventus            | A                   | 32         | 4          | CI              | 4               | 0               | UCL                | 7                  | 0                  | -           | -           | -           | 43     | 4      |
| 2002-2003           | Juventus            | A                   | 29         | 9          | CI              | 1               | 0               | UCL                | 15                 | 5                  | SI          | 1           | 0           | 46     | 14     |
| 2003-2004           | Juventus            | A                   | 30         | 6          | CI              | 4               | 0               | UCL                | 6                  | 2                  | SI          | 1           | 0           | 41     | 8      |
| 2004-2005           | Juventus            | A                   | 27         | 7          | CI              | 1               | 0               | UCL                | 10                 | 3                  | -           | -           | -           | 38     | 10     |
| 2005-2006           | Juventus            | A                   | 33         | 5          | CI              | 4               | 0               | UCL                | 8                  | 2                  | SI          | 1           | 0           | 46     | 7      |
| 2006-2007           | Juventus            | B                   | 33         | 11         | CI              | 3               | 1               | -                  | -                  | -                  | -           | -           | -           | 36     | 12     |
| 2007-2008           | Juventus            | A                   | 31         | 2          | CI              | 2               | 1               | -                  | -                  | -                  | -           | -           | -           | 33     | 3      |
| 2008-2009           | Juventus            | A                   | 32         | 7          | CI              | 3               | 0               | UCL                | 9                  | 0                  | -           | -           | -           | 44     | 7      |
| Totale Juventus     | Totale Juventus     | Totale Juventus     | 247        | 51         |                 | 22              | 2               |                    | 55                 | 12                 |             | 3           | 0           | 327    | 65     |
| Totale carriera     | Totale carriera     | Totale carriera     | 502        | 110        |                 | 44              | 7               |                    | 118                | 29                 |             | 6           | 1           | 671    | 147    |

### Cronologia presenze e reti in nazionale
| Cronologia completa delle presenze e delle reti in nazionale ― Rep. Ceca | Cronologia completa delle presenze e delle reti in nazionale ― Rep. Ceca | Cronologia completa delle presenze e delle reti in nazionale ― Rep. Ceca | Cronologia completa delle presenze e delle reti in nazionale ― Rep. Ceca | Cronologia completa delle presenze e delle reti in nazionale ― Rep. Ceca | Cronologia completa delle presenze e delle reti in nazionale ― Rep. Ceca | Cronologia completa delle presenze e delle reti in nazionale ― Rep. Ceca | Cronologia completa delle presenze e delle reti in nazionale ― Rep. Ceca |
| Data                                                                     | Città                                                                    | In casa                                                                  | Risultato                                                                | Ospiti                                                                   | Competizione                                                             | Reti                                                                     | Note                                                                     |
| ------------------------------------------------------------------------ | ------------------------------------------------------------------------ | ------------------------------------------------------------------------ | ------------------------------------------------------------------------ | ------------------------------------------------------------------------ | ------------------------------------------------------------------------ | ------------------------------------------------------------------------ | ------------------------------------------------------------------------ |
| 5-6-1994                                                                 | Dublino                                                                  | Irlanda                                                                  | 1 – 3                                                                    | Rep. Ceca                                                                | Amichevole                                                               | -                                                                        | 84’                                                                      |
| 16-8-1995                                                                | Oslo                                                                     | Norvegia                                                                 | 1 – 1                                                                    | Rep. Ceca                                                                | Qual. Euro 1996                                                          | -                                                                        | 46’                                                                      |
| 6-9-1995                                                                 | Praga                                                                    | Rep. Ceca                                                                | 2 – 0                                                                    | Norvegia                                                                 | Qual. Euro 1996                                                          | -                                                                        |                                                                          |
| 7-10-1995                                                                | Minsk                                                                    | Bielorussia                                                              | 0 – 2                                                                    | Rep. Ceca                                                                | Qual. Euro 1996                                                          | -                                                                        | 71’ 74’                                                                  |
| 15-11-1995                                                               | Praga                                                                    | Rep. Ceca                                                                | 3 – 0                                                                    | Lussemburgo                                                              | Qual. Euro 1996                                                          | -                                                                        |                                                                          |
| 26-3-1996                                                                | Ostrava                                                                  | Rep. Ceca                                                                | 3 – 0                                                                    | Turchia                                                                  | Amichevole                                                               | -                                                                        |                                                                          |
| 24-4-1996                                                                | Praga                                                                    | Rep. Ceca                                                                | 2 – 0                                                                    | Irlanda                                                                  | Amichevole                                                               | -                                                                        | 59’                                                                      |
| 29-5-1996                                                                | Salisburgo                                                               | Austria                                                                  | 1 – 0                                                                    | Rep. Ceca                                                                | Amichevole                                                               | -                                                                        |                                                                          |
| 1-6-1996                                                                 | Basilea                                                                  | Svizzera                                                                 | 1 – 2                                                                    | Rep. Ceca                                                                | Amichevole                                                               | -                                                                        |                                                                          |
| 9-6-1996                                                                 | Manchester                                                               | Germania                                                                 | 2 – 2                                                                    | Rep. Ceca                                                                | Euro 1996 - 1º turno                                                     | -                                                                        | 45’                                                                      |
| 14-6-1996                                                                | Liverpool                                                                | Rep. Ceca                                                                | 2 – 1                                                                    | Italia                                                                   | Euro 1996 - 1º turno                                                     | 1                                                                        |                                                                          |
| 19-6-1996                                                                | Liverpool                                                                | Russia                                                                   | 3 – 3                                                                    | Rep. Ceca                                                                | Euro 1996 - 1º turno                                                     | -                                                                        | 60’                                                                      |
| 26-6-1996                                                                | Manchester                                                               | Francia                                                                  | 0 – 0 dts (5 – 6 dtr)                                                    | Rep. Ceca                                                                | Euro 1996 - Semifinale                                                   | -                                                                        | 77’                                                                      |
| 30-6-1996                                                                | Londra                                                                   | Rep. Ceca                                                                | 1 – 2 gg                                                                 | Germania                                                                 | Euro 1996 - Finale                                                       | -                                                                        | [ 85 ]                                                                   |
| 18-9-1996                                                                | Teplice                                                                  | Rep. Ceca                                                                | 6 – 0                                                                    | Malta                                                                    | Qual. Mondiali 1998                                                      | 1                                                                        | 81’                                                                      |
| 9-10-1996                                                                | Praga                                                                    | Rep. Ceca                                                                | 0 – 0                                                                    | Spagna                                                                   | Qual. Mondiali 1998                                                      | -                                                                        | 86’                                                                      |
| 10-11-1996                                                               | Belgrado                                                                 | Jugoslavia                                                               | 1 – 0                                                                    | Rep. Ceca                                                                | Qual. Mondiali 1998                                                      | -                                                                        | 74’ 79’                                                                  |
| 26-2-1997                                                                | Poděbrady                                                                | Rep. Ceca                                                                | 4 – 1                                                                    | Bielorussia                                                              | Amichevole                                                               | -                                                                        | 71’ 80’                                                                  |
| 2-4-1997                                                                 | Praga                                                                    | Rep. Ceca                                                                | 1 – 2                                                                    | Jugoslavia                                                               | Qual. Mondiali 1998                                                      | -                                                                        | 82’                                                                      |
| 8-6-1997                                                                 | Valladolid                                                               | Spagna                                                                   | 1 – 0                                                                    | Rep. Ceca                                                                | Qual. Mondiali 1998                                                      | -                                                                        |                                                                          |
| 20-8-1997                                                                | Teplice                                                                  | Rep. Ceca                                                                | 2 – 0                                                                    | Fær Øer                                                                  | Qual. Mondiali 1998                                                      | -                                                                        |                                                                          |
| 24-8-1997                                                                | Bratislava                                                               | Slovacchia                                                               | 2 – 1                                                                    | Rep. Ceca                                                                | Qual. Mondiali 1998                                                      | -                                                                        | 56’                                                                      |
| 13-12-1997                                                               | Riad                                                                     | Sudafrica                                                                | 2 – 2                                                                    | Rep. Ceca                                                                | Conf. Cup 1997 - 1º turno                                                | -                                                                        |                                                                          |
| 15-12-1997                                                               | Riad                                                                     | Rep. Ceca                                                                | 1 – 2                                                                    | Uruguay                                                                  | Conf. Cup 1997 - 1º turno                                                | -                                                                        | 88’                                                                      |
| 17-12-1997                                                               | Riad                                                                     | Emirati Arabi Uniti                                                      | 1 – 6                                                                    | Rep. Ceca                                                                | Conf. Cup 1997 - 1º turno                                                | 2                                                                        |                                                                          |
| 19-12-1997                                                               | Riad                                                                     | Brasile                                                                  | 2 – 0                                                                    | Rep. Ceca                                                                | Conf. Cup 1997 - Semifinale                                              | -                                                                        | 7’ 73’                                                                   |
| 21-12-1997                                                               | Riad                                                                     | Rep. Ceca                                                                | 1 – 0                                                                    | Uruguay                                                                  | Conf. Cup 1997 - Finale 3º posto                                         | -                                                                        | [ 86 ]                                                                   |
| 19-8-1998                                                                | Praga                                                                    | Rep. Ceca                                                                | 1 – 0                                                                    | Danimarca                                                                | Amichevole                                                               | -                                                                        | 74’                                                                      |
| 6-9-1998                                                                 | Toftir                                                                   | Fær Øer                                                                  | 0 – 1                                                                    | Rep. Ceca                                                                | Qual. Euro 2000                                                          | -                                                                        | 84’                                                                      |
| 14-10-1998                                                               | Teplice                                                                  | Rep. Ceca                                                                | 4 – 1                                                                    | Estonia                                                                  | Qual. Euro 2000                                                          | 1                                                                        |                                                                          |
| 27-3-1999                                                                | Teplice                                                                  | Rep. Ceca                                                                | 2 – 0                                                                    | Lituania                                                                 | Qual. Euro 2000                                                          | -                                                                        |                                                                          |
| 31-3-1999                                                                | Glasgow                                                                  | Scozia                                                                   | 1 – 2                                                                    | Rep. Ceca                                                                | Qual. Euro 2000                                                          | -                                                                        |                                                                          |
| 28-4-1999                                                                | Varsavia                                                                 | Polonia                                                                  | 2 – 1                                                                    | Rep. Ceca                                                                | Amichevole                                                               | -                                                                        | 38’ 54’                                                                  |
| 5-6-1999                                                                 | Tallinn                                                                  | Estonia                                                                  | 0 – 2                                                                    | Rep. Ceca                                                                | Qual. Euro 2000                                                          | -                                                                        | 87’                                                                      |
| 9-6-1999                                                                 | Praga                                                                    | Rep. Ceca                                                                | 3 – 2                                                                    | Scozia                                                                   | Qual. Euro 2000                                                          | -                                                                        |                                                                          |
| 18-8-1999                                                                | Drnovice                                                                 | Rep. Ceca                                                                | 3 – 0                                                                    | Svizzera                                                                 | Amichevole                                                               | -                                                                        | 62’                                                                      |
| 4-9-1999                                                                 | Vilnius                                                                  | Lituania                                                                 | 0 – 4                                                                    | Rep. Ceca                                                                | Qual. Euro 2000                                                          | 2                                                                        | 26’ 79’                                                                  |
| 8-9-1999                                                                 | Teplice                                                                  | Rep. Ceca                                                                | 3 – 0                                                                    | Bosnia ed Erzegovina                                                     | Qual. Euro 2000                                                          | -                                                                        | 83’                                                                      |
| 13-11-1999                                                               | Eindhoven                                                                | Paesi Bassi                                                              | 1 – 1                                                                    | Rep. Ceca                                                                | Amichevole                                                               | -                                                                        |                                                                          |
| 23-2-2000                                                                | Dublino                                                                  | Irlanda                                                                  | 3 – 2                                                                    | Rep. Ceca                                                                | Amichevole                                                               | -                                                                        | 83’                                                                      |
| 29-3-2000                                                                | Teplice                                                                  | Rep. Ceca                                                                | 3 – 1                                                                    | Australia                                                                | Amichevole                                                               | -                                                                        |                                                                          |
| 26-4-2000                                                                | Praga                                                                    | Rep. Ceca                                                                | 4 – 1                                                                    | Israele                                                                  | Amichevole                                                               | 2                                                                        | 80’                                                                      |
| 3-6-2000                                                                 | Norimberga                                                               | Germania                                                                 | 3 – 2                                                                    | Rep. Ceca                                                                | Amichevole                                                               | -                                                                        | 66’                                                                      |
| 11-6-2000                                                                | Amsterdam                                                                | Paesi Bassi                                                              | 1 – 0                                                                    | Rep. Ceca                                                                | Euro 2000 - 1º turno                                                     | -                                                                        | 22’ 90’                                                                  |
| 16-6-2000                                                                | Bruges                                                                   | Rep. Ceca                                                                | 1 – 2                                                                    | Francia                                                                  | Euro 2000 - 1º turno                                                     | -                                                                        |                                                                          |
| 21-6-2000                                                                | Liegi                                                                    | Danimarca                                                                | 0 – 2                                                                    | Rep. Ceca                                                                | Euro 2000 - 1º turno                                                     | -                                                                        |                                                                          |
| 2-9-2000                                                                 | Sofia                                                                    | Bulgaria                                                                 | 0 – 1                                                                    | Rep. Ceca                                                                | Qual. Mondiali 2002                                                      | -                                                                        | cap.                                                                     |
| 7-10-2000                                                                | Teplice                                                                  | Rep. Ceca                                                                | 4 – 0                                                                    | Islanda                                                                  | Qual. Mondiali 2002                                                      | 2                                                                        | cap.                                                                     |
| 11-10-2000                                                               | Ta' Qali                                                                 | Malta                                                                    | 0 – 0                                                                    | Rep. Ceca                                                                | Qual. Mondiali 2002                                                      | -                                                                        | 39’ cap.                                                                 |
| 28-2-2001                                                                | Skopje                                                                   | Macedonia                                                                | 1 – 1                                                                    | Rep. Ceca                                                                | Amichevole                                                               | -                                                                        | 77’ cap.                                                                 |
| 24-3-2001                                                                | Belfast                                                                  | Irlanda del Nord                                                         | 0 – 1                                                                    | Rep. Ceca                                                                | Qual. Mondiali 2002                                                      | 1                                                                        | cap.                                                                     |
| 28-3-2001                                                                | Praga                                                                    | Rep. Ceca                                                                | 0 – 0                                                                    | Danimarca                                                                | Qual. Mondiali 2002                                                      | -                                                                        | cap.                                                                     |
| 25-4-2001                                                                | Praga                                                                    | Rep. Ceca                                                                | 1 – 1                                                                    | Belgio                                                                   | Amichevole                                                               | -                                                                        | cap.                                                                     |
| 2-6-2001                                                                 | Copenaghen                                                               | Danimarca                                                                | 2 – 1                                                                    | Rep. Ceca                                                                | Qual. Mondiali 2002                                                      | -                                                                        | cap.                                                                     |
| 6-6-2001                                                                 | Teplice                                                                  | Rep. Ceca                                                                | 3 – 1                                                                    | Irlanda del Nord                                                         | Qual. Mondiali 2002                                                      | -                                                                        | cap.                                                                     |
| 15-8-2001                                                                | Drnovice                                                                 | Rep. Ceca                                                                | 5 – 0                                                                    | Corea del Sud                                                            | Amichevole                                                               | 1                                                                        | cap.                                                                     |
| 1-9-2001                                                                 | Reykjavík                                                                | Islanda                                                                  | 3 – 1                                                                    | Rep. Ceca                                                                | Qual. Mondiali 2002                                                      | -                                                                        | 65’ cap.                                                                 |
| 6-10-2001                                                                | Praga                                                                    | Rep. Ceca                                                                | 6 – 0                                                                    | Bulgaria                                                                 | Qual. Mondiali 2002                                                      | 2                                                                        | cap.                                                                     |
| 10-11-2001                                                               | Bruxelles                                                                | Belgio                                                                   | 1 – 0                                                                    | Rep. Ceca                                                                | Qual. Mondiali 2002                                                      | -                                                                        | cap.                                                                     |
| 14-11-2001                                                               | Praga                                                                    | Rep. Ceca                                                                | 0 – 1                                                                    | Belgio                                                                   | Qual. Mondiali 2002                                                      | -                                                                        | 11’, 88’ cap.                                                            |
| 13-2-2002                                                                | Nicosia                                                                  | Cipro                                                                    | 3 – 4                                                                    | Rep. Ceca                                                                | Torneo di Cipro 2002 - Finale                                            | -                                                                        | cap.                                                                     |
| 17-4-2002                                                                | Giannina                                                                 | Grecia                                                                   | 0 – 0                                                                    | Rep. Ceca                                                                | Amichevole                                                               | -                                                                        | cap.                                                                     |
| 21-8-2002                                                                | Olomouc                                                                  | Rep. Ceca                                                                | 4 – 1                                                                    | Slovacchia                                                               | Amichevole                                                               | -                                                                        | 46’ cap.                                                                 |
| 6-9-2002                                                                 | Praga                                                                    | Rep. Ceca                                                                | 5 – 0                                                                    | Jugoslavia                                                               | Amichevole                                                               | -                                                                        | 31’                                                                      |
| 16-10-2002                                                               | Teplice                                                                  | Rep. Ceca                                                                | 2 – 0                                                                    | Bielorussia                                                              | Qual. Euro 2004                                                          | -                                                                        | cap.                                                                     |
| 20-11-2002                                                               | Teplice                                                                  | Rep. Ceca                                                                | 3 – 3                                                                    | Svezia                                                                   | Amichevole                                                               | -                                                                        | 68’ cap.                                                                 |
| 12-2-2003                                                                | Parigi                                                                   | Francia                                                                  | 0 – 2                                                                    | Rep. Ceca                                                                | Amichevole                                                               | -                                                                        | cap.                                                                     |
| 29-3-2003                                                                | Rotterdam                                                                | Paesi Bassi                                                              | 1 – 1                                                                    | Rep. Ceca                                                                | Qual. Euro 2004                                                          | -                                                                        | cap.                                                                     |
| 2-4-2003                                                                 | Praga                                                                    | Rep. Ceca                                                                | 4 – 0                                                                    | Austria                                                                  | Qual. Euro 2004                                                          | 1                                                                        | 74’ cap.                                                                 |
| 11-6-2003                                                                | Olomouc                                                                  | Rep. Ceca                                                                | 5 – 0                                                                    | Moldavia                                                                 | Qual. Euro 2004                                                          | -                                                                        | cap.                                                                     |
| 6-9-2003                                                                 | Minsk                                                                    | Bielorussia                                                              | 1 – 3                                                                    | Rep. Ceca                                                                | Qual. Euro 2004                                                          | 1                                                                        | cap.                                                                     |
| 10-9-2003                                                                | Praga                                                                    | Rep. Ceca                                                                | 3 – 1                                                                    | Paesi Bassi                                                              | Qual. Euro 2004                                                          | -                                                                        | cap.                                                                     |
| 11-10-2003                                                               | Vienna                                                                   | Austria                                                                  | 2 – 3                                                                    | Rep. Ceca                                                                | Qual. Euro 2004                                                          | -                                                                        | 89’ cap.                                                                 |
| 15-11-2003                                                               | Teplice                                                                  | Rep. Ceca                                                                | 5 – 1                                                                    | Canada                                                                   | Amichevole                                                               | -                                                                        | 46’ cap.                                                                 |
| 18-2-2004                                                                | Palermo                                                                  | Italia                                                                   | 2 – 2                                                                    | Rep. Ceca                                                                | Amichevole                                                               | -                                                                        | 80’ cap.                                                                 |
| 31-3-2004                                                                | Dublino                                                                  | Irlanda                                                                  | 1 – 2                                                                    | Rep. Ceca                                                                | Amichevole                                                               | -                                                                        | 46’ cap.                                                                 |
| 28-4-2004                                                                | Praga                                                                    | Rep. Ceca                                                                | 0 – 1                                                                    | Giappone                                                                 | Amichevole                                                               | -                                                                        | cap.                                                                     |
| 2-6-2004                                                                 | Praga                                                                    | Rep. Ceca                                                                | 3 – 1                                                                    | Bulgaria                                                                 | Amichevole                                                               | -                                                                        | 81’ cap.                                                                 |
| 6-6-2004                                                                 | Teplice                                                                  | Rep. Ceca                                                                | 2 – 0                                                                    | Estonia                                                                  | Amichevole                                                               | -                                                                        | 46’ cap.                                                                 |
| 15-6-2004                                                                | Aveiro                                                                   | Rep. Ceca                                                                | 2 – 1                                                                    | Lettonia                                                                 | Euro 2004 - 1º turno                                                     | -                                                                        | cap.                                                                     |
| 19-6-2004                                                                | Aveiro                                                                   | Paesi Bassi                                                              | 2 – 3                                                                    | Rep. Ceca                                                                | Euro 2004 - 1º turno                                                     | -                                                                        | cap.                                                                     |
| 27-6-2004                                                                | Porto                                                                    | Rep. Ceca                                                                | 3 – 0                                                                    | Danimarca                                                                | Euro 2004 - Quarti di finale                                             | -                                                                        | 61’ cap.                                                                 |
| 1-7-2004                                                                 | Porto                                                                    | Grecia                                                                   | 1 – 0 dts                                                                | Rep. Ceca                                                                | Euro 2004 - Semifinale                                                   | -                                                                        | 40’ cap.                                                                 |
| 12-11-2005                                                               | Oslo                                                                     | Norvegia                                                                 | 0 – 1                                                                    | Rep. Ceca                                                                | Qual. Mondiali 2006                                                      | -                                                                        | 43’                                                                      |
| 16-11-2005                                                               | Praga                                                                    | Rep. Ceca                                                                | 1 – 0                                                                    | Norvegia                                                                 | Qual. Mondiali 2006                                                      | -                                                                        | cap.                                                                     |
| 26-5-2006                                                                | Innsbruck                                                                | Arabia Saudita                                                           | 0 – 2                                                                    | Rep. Ceca                                                                | Amichevole                                                               | -                                                                        |                                                                          |
| 3-6-2006                                                                 | Praga                                                                    | Rep. Ceca                                                                | 3 – 0                                                                    | Trinidad e Tobago                                                        | Amichevole                                                               | 1                                                                        | 82’ cap.                                                                 |
| 12-6-2006                                                                | Gelsenkirchen                                                            | Stati Uniti                                                              | 0 – 3                                                                    | Rep. Ceca                                                                | Mondiali 2006 - 1º turno                                                 | -                                                                        |                                                                          |
| 17-6-2006                                                                | Colonia                                                                  | Rep. Ceca                                                                | 0 – 2                                                                    | Ghana                                                                    | Mondiali 2006 - 1º turno                                                 | -                                                                        |                                                                          |
| 22-6-2006                                                                | Amburgo                                                                  | Rep. Ceca                                                                | 0 – 2                                                                    | Italia                                                                   | Mondiali 2006 - 1º turno                                                 | -                                                                        | cap.                                                                     |
| 16-8-2006                                                                | Uherské Hradiště                                                         | Rep. Ceca                                                                | 1 – 3                                                                    | Serbia                                                                   | Amichevole                                                               | -                                                                        | 46’ cap.                                                                 |
| Totale                                                                   |                                                                          | Presenze (6º posto)                                                      | 91                                                                       |                                                                          | Reti (7º posto)                                                          | 18                                                                       |                                                                          |

## Palmarès

### Club

#### Competizioni nazionali
- Campionato cecoslovacco: 1

Sparta Praga: 1992-1993
- Campionato ceco: 2

Sparta Praga: 1993-1994, 1994-1995
- Coppa della Repubblica Ceca: 1

Sparta Praga: 1995-1996
- Coppa Italia: 2

Lazio: 1997-1998, 1999-2000
- Supercoppa italiana: 4

Lazio: 1998, 2000
Juventus: 2002, 2003
- Campionato italiano: 3

Lazio: 1999-2000
Juventus: 2001-2002, 2002-2003
- Campionato italiano: 1 (revocato)

Juventus: 2004-2005
- Campionato italiano di Serie B: 1

Juventus: 2006-2007

#### Competizioni internazionali
- Coppa delle Coppe: 1

Lazio: 1998-1999
- Supercoppa UEFA: 1

Lazio: 1999

### Individuale
- Calciatore ceco dell'anno: 4

1998, 2000, 2003, 2004
- Zlatý míč: 6

1998, 2000, 2001, 2003, 2004, 2009
- Squadra dell'Anno ESM: 2

2000-2001, 2002-2003
- Squadra dell'anno UEFA: 3

2003, 2004, 2005

Nedvěd con il Pallone d'oro 2003

- World Soccer's World Player of the Year: 1

2003
- Miglior giocatore UEFA: 1

Miglior centrocampista: 2003
- Oscar del calcio AIC: 2

Migliore calciatore straniero: 2003
Migliore calciatore assoluto: 2003
- Guerin d'oro della rivista Guerin Sportivo: 1

2002-2003
- Pallone d'oro: 1

2003
- Golden Foot: 1

2004
- FIFA 100: Inserito nella lista dei giocatori Cechi

2004
- Squadra ideale del campionato europeo: 1

Portogallo 2004
- Premio nazionale Andrea Fortunato nella categoria Carriera[89]

2011
- Premio Bulgarelli al miglior centrocampista del decennio 1995-2005

2014

## Opere
- La mia vita normale. Di corsa tra rivoluzione, Europa e Pallone d'oro, scritto in collaborazione con Michele Dalai, Torino, ADD Editore, 2010, ISBN 978-88-96873-09-0.